# 康普頓鎮區 (阿肯色州耶爾縣)
康普頓鎮區（英語：Compton Township）是位於美國阿肯色州耶爾縣的一個行政鎮區。

## 地方資料
康普頓鎮區的面積為55.58平方千米，當中陸地面積為55.32平方千米，而水域面積為0.26平方千米。根據2010年美國人口普查的數據，當地共有人口94人，而人口密度為每平方千米1.69人。